# Palaeotheriidae
Os Paleoterídeos (Palaeotheriidae) foram uma  família de mamíferos herbívoros pré-históricos, pertencentes à ordem Perissodactyla, subordem Hippomorpha. Estão relacionados com os tapires e rinocerontes, sendo, provavelmente, antepassados dos actuais cavalos e espécies aparentadas (como zebras e burros).
Podiam atingir entre 20 e 75 cm de altura ao nível das espaldas. Habitaram as florestas densas do hemisfério norte durante o Eoceno médio e o Oligoceno, há entre 60 a 45 milhões de anos, onde se alimentavam de folhas tenras, rebentos de plantas, ramos jovens de árvores, bagas e manta morta no solo da floresta. Seu parentesco com o táxon duvidoso Pachynolophidae é motivo de muita discussão. Alguns taxonomistas incluem na família o Hyracotherium, especialmente em suas espécies europeias.

## Taxonomia da família †Palaeotheriidae
- Bepitherium Checa & Colombo, 2004
  - Bepitherium jordifusalbae Checa & Colombo, 2004
- Cantabrotherium Casanova-Cladellas & Santafé-Llopis, 1987
  - Cantabrotherium casanovasae Cuesta Ruiz-Colmenares, 1993 - Eoceno Médio-Superior (MP 16-17), Mazaterón, Cuenca del Duero, Espanha.
- Hallensia
  - Hallensia matthesi Franzen & Haubold, 1986 - Eoceno Médio, Luteciano (MP 11), Messel, Alemanha; Geiseltal, Alemanha
- Mekodontherium
  - Mekodontherium crocheti Remy, 2000 - Eoceno Médio, Canlong, França
- Franzenium
  - Franzenium durense Cuesta Ruiz-Colmenares, 1993 - Eoceno Médio-Superior (MP 16-17), Mazaterón, Cuenca del Duero, Espanha.

- Palaeotherium Cuvier, 1804
  - Palaeotherium (Franzenitherium) lautricense
  - Palaeotherium castrense
  - Palaeotherium crassum
  - Palaeotherium siderolithicum?
  - Palaeotherium curtum - Frohnstetten
  - Palaeotherium magnum - Mormoiron, França
  - Palaeotherium medium - Frohnstetten
  - Palaeotherium ruetimeyeri
  - Palaeotherium giganteum Cuesta Ruiz-Colmenares, 1993 - Eoceno Médio-Superior (MP 16-17), Mazaterón, Cuenca del Duero, Espanha.
  - Palaeotherium pomeli
  - Palaeotherium ruetimeyeri
- Paraplagiolophus Depéret, 1917
- Plagiolophus Pomel, 1847 (subgêneros Plagiolophus, Paloplotherium e Fraasiolophus)
  - Plagiolophus (Paloplotherium) annectens - Euzet-les-Bains, França
  - Plagiolophus (Paloplotherium) fraasi - Frohnstetten
  - Plagiolophus (Paloplotherium) javali
  - Plagiolophus mazateronensis Cuesta Ruiz-Colmenares, 1994 - Eoceno Médio-Superior (MP 16-17), Mazaterón, Cuenca del Duero, Espanha.
  - Plagiolophus (Paloplotherium) casasecaensis Cuesta Ruiz-Colmenares, 1994 - Eoceno Médio-Superior (MP 16-17), Mazaterón, Cuenca del Duero, Espanha.
  - Plagiolophus (Paloplotherium) minor - Frohnstetten
  - Plagiolophus curtisi
    - P. c. curtisi - Eoceno Superior, Barton C-F, França
    - P. c. creechensis - Eoceno Superior, Creechbarrow, Inglaterra

  - Plagiolophus cartailhaci - Eoceno Superio, Les Castrais e Robiac, França.
- Leptolophus Remy, 1965
  - Leptolophus magnus Remy, 1998
  - Leptolophus nouleti (Stehlin, 1904) - Eoceno Superior, Les Castrais, França
  - Leptolophus stehlini Remy, 1965

- Pseudopalaeotherium Franzen, 1972
  - †Pseudopalaeotherium longirostratum Franzen, 1872